# Mistrovství Evropy týmů v judu 2013
Mistrovství Evropy týmů proběhlo v Papp László Budapest Sportaréna v Budapešti, Maďarsko 28. dubna 2013.

## Česká stopa
Česká republika nastoupila poprvé od roku 1995 v týmové soutěži. V prvním kole čekal svěřence Petra Laciny silný tým Nizozemska. Český tým nastoupil v tomto složení:
- -66 kg - Pavel Petřikov (JC Hradec Králové)
- -73 kg - Jakub Dědeček (JC Plzeň)
- -81 kg - Jaromír Musil (Sokol Praha Vršovice)
- -90 kg - Alexandr Jurečka (JC Havířov)
- +90 kg - Lukáš Krpálek (USK Praha)

V prvním zápase nastoupil Pavel Petřikov proti Moorenovi a po výborném výkonu zvítězil (1:0). Ve druhém zápase nastoupil mladý český judista Jakub Dědeček proti zkušenému harcovníkovi Dexu Elmotovi, který mu nedal vůbec šanci (1:1). Třetí zápas mezi Jaromírem Musilem a Kamerem byl vyrovnaný od počátku. V závěru se Kamer unáhlil ve výpadu, Musil ho chytil na zemi v čase kdy na hodinkách naskočila 0:00,00. Rozhodčí nechal osaekomi (držení) pokračovat a Musil se tak mohl radoval z vítězství (2:1). Čtvrtý zápas mohl rozhodnout o vítězi, ale proti Jurečkovi stál velezkušený mistr taktiky Guillaume Elmont. Nizozemec nutil Jurečku k chybám a minutu před koncem zvítězil na hansoku-make (čtyři napomínání pro Jurečku) (2:2). Jenže v průběhu tohoto duelu podali Nizozemci protest na zápas Kamera s Musilem a po dlouhém zkoumání videozáznamu se rozhodčí shodli na verdiktu, že Musil chytil Kamera do držení již po hrací době. Rozhodčí tak nechal oba aktéry v zápase pokračovat. Po minutě prodloužení se nechal Musil strhnout na zem a prohrál na wazari. Skóre se změnilo na (1:3) a Nizozemci mohli slavit postup. Zbýval poslední duel mezi Krpálkem a Vuijstersem, ke kterému odmítl Krpálek nastoupit. V rámci pravidel je toto zakázáno a český tým byl prakticky diskvalifikován. Výsledek duelu tak oficiálně skončil (0:5).

## Výsledky

### Muži
|      | Zlato | Stříbro | Bronz |
| ---- | --- | --- | --- |
| Týmy | Gruzie Laša Šavdatuašvili Nugzar Tatalašvili Zebeda Rechviašvili Avtandil Črikišvili Varlam Liparteliani Adam Okruašvili | Rusko Michail Puljajev Musa Moguškov Zelimchan Ozdojev Siražudin Magomedov Grigorij Suljomin Renat Saidov Magomed Nažmudinov | Ukrajina Giorgi Zantaraia Gevorg Gevorgjan Serhij Drebot Vitalij Dudčik Quedjau Nhabali Stanislav Retynskij Dmytro Lučin Artem Blošenko Německo Sebastian Seidl Rene Schneider Sven Maresch Marc Odenthal Robert Zimmermann |

### Ženy
|      | Zlato | Stříbro | Bronz |
| ---- | --- | --- | --- |
| Týmy | Nizozemsko Birgit Enteová Sanne Verhagenová Anicka van Emdenová Linda Bolderová Edith Boschová Marhinde Verkerková | Francie Priscilla Gnetová Automne Paviaová Clarisse Agbegnenouová Fanny-Estelle Posviteová Emilie Andéolová Lucie Louetteová | Německo Mareen Krähová Sappho Cobanová Miryam Roperová Martyna Trajdosová Laura Vargas-Kochová Luise Malzahnová Rusko Julija Ryžovová Jekatěrina Valkovová Marta Labazinová Irina Zabludinová Anastasija Beloivanovová Jekatěrina Děnisenkovová Margarita Gurcijevová Anastasija Dmitrijevová Anajid Mchitarjanová |